# Fernando Claudio Gamalero González
Fernando Claudio Gamalero González (* 19. Mai 1930 in Guatemala-Stadt; † 3. April 2004) war ein guatemaltekischer römisch-katholischer Geistlicher und Bischof von Escuintla.

## Leben
Fernando Claudio Gamalero González empfing am 6. Mai 1961 das Sakrament der Priesterweihe.
Am 13. März 1986 ernannte ihn Papst Johannes Paul II. zum Prälaten von Escuintla. Der Apostolische Nuntius in Guatemala, Erzbischof Oriano Quilici, spendete ihm am 10. Mai desselben Jahres in Escuintla die Bischofsweihe; Mitkonsekratoren waren der Erzbischof von Guatemala-Stadt, Próspero Penados del Barrio, und der Bischof von Huehuetenango, Victor Hugo Martínez Contreras.
Gamalero González wurde am 28. Juli 1994 infolge der Erhebung der Territorialprälatur Escuintla zum Bistum erster Bischof von Escuintla. 1997 nahm er an der Sonderversammlung der Bischofssynode für Amerika zum Thema Begegnung mit dem lebendigen Jesus Christus – Weg der Umkehr, der Gemeinschaft und der Solidarität in Amerika teil.